# Sfera niebieska
Sfera niebieska, firmament, sklepienie niebieskie – abstrakcyjna sfera o nieokreślonym promieniu otaczająca obserwatora znajdującego się na Ziemi, utożsamiana z widzianym przez niego niebem. Dawniej uznawano, że sfera niebieska jest rzeczywistą kopułą, dziś wiadomo, że jest to tylko złudzenie optyczne, a sformułowanie to jest używane jedynie w zwrotach językowych, jak np.:
- widoczny na sferze niebieskiej = widoczny na niebie
- ruch na sferze niebieskiej = zmiana kąta pod jakim widać dany obiekt

Sfera niebieska jest złudzeniem, wynikającym z ograniczonej możliwości percepcji odległości przez człowieka, które to umiejętności nie sięgają dalej niż klasyczny zasięg widnokręgu (kilkanaście kilometrów). Wszystkie obiekty jakie postrzegamy na niebie jawią się więc nam jako tak samo dalekie, układają się więc w naszym wyobrażeniu na powierzchni sfery, której środkiem jest obserwator. Wbrew licznym schematom, znajdowanym nawet w podręcznikach szkolnych, środkiem sfery niebieskiej nie jest środek Ziemi. Wirtualne przenoszenie środka sfery niebieskiej do środka Ziemi jest dopuszczalne tylko przy niektórych zagadnieniach, w których rozmiar Ziemi jest nieistotny, np. przy pomiarach czasu.
Ze sferą niebieską związane jest pojęcie gwiazdozbioru jako skupiska gwiazd na sferze niebieskiej. W rzeczywistości gwiazdy te nie muszą wcale leżeć blisko siebie w przestrzeni, są jedynie widoczne w niewielkiej odległości kątowej. Spotykane niekiedy w literaturze lub doniesieniach prasowych sformułowania określające, bądź sugerujące istnienie odległości do gwiazdozbioru są zupełnie błędne.